# Saint-Thibaut
Saint-Thibaut är en kommun i departementet Aisne i regionen Hauts-de-France i norra Frankrike. Kommunen ligger  i kantonen Braine som ligger i arrondissementet Soissons. År 2019 hade Saint-Thibaut 81 invånare.

## Befolkningsutveckling
Antalet invånare i kommunen Saint-Thibaut
Referens: INSEE